# Psaliodes claudiaria
Psaliodes claudiaria là một loài bướm đêm trong họ Geometridae.